# Équancourt
Équancourt és un municipi francès situat al departament del Somme i a la regió dels Alts de França. L'any 2007 tenia 316 habitants.

## Demografia

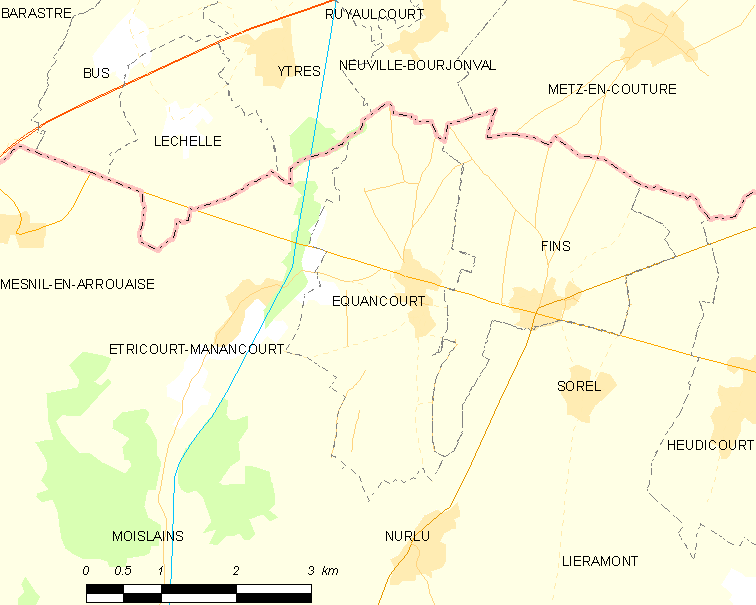
Mapa del municipi

### Població
El 2007 la població de fet d'Équancourt era de 316 persones. Hi havia 134 famílies de les quals 32 eren unipersonals (4 homes vivint sols i 28 dones vivint soles), 47 parelles sense fills, 47 parelles amb fills i 8 famílies monoparentals amb fills.
La població ha evolucionat segons el següent gràfic:
Habitants censats

### Habitatges
El 2007 hi havia 150 habitatges, 130 eren l'habitatge principal de la família, 14 eren segones residències i 5 estaven desocupats. Tots els 149 habitatges eren cases. Dels 130 habitatges principals, 105 estaven ocupats pels seus propietaris, 17 estaven llogats i ocupats pels llogaters i 9 estaven cedits a títol gratuït; 1 tenia una cambra, 4 en tenien dues, 26 en tenien tres, 34 en tenien quatre i 66 en tenien cinc o més. 99 habitatges disposaven pel capbaix d'una plaça de pàrquing. A 55 habitatges hi havia un automòbil i a 56 n'hi havia dos o més.

### Piràmide de població
La piràmide de població per edats i sexe el 2009 era:
| Homes | Edats   | Dones |
| ----- | ------- | ----- |
| 0     | 95 o +  | 0     |
| 0     | 90 a 94 | 0     |
| 8     | 85 a 89 | 8     |
| 4     | 80 a 84 | 0     |
| 4     | 75 a 79 | 16    |
| 0     | 70 a 74 | 12    |
| 12    | 65 a 69 | 0     |
| 12    | 60 a 64 | 16    |
| 8     | 55 a 59 | 12    |
| 20    | 50 a 54 | 16    |
| 8     | 45 a 49 | 0     |
| 8     | 40 a 44 | 4     |
| 8     | 35 a 39 | 0     |
| 8     | 30 a 34 | 12    |
| 4     | 25 a 29 | 0     |
| 8     | 20 a 24 | 4     |
| 12    | 15 a 19 | 8     |
| 8     | 10 a 14 | 12    |
| 4     | 5 a 9   | 8     |
| 4     | 0 a 4   | 0     |

## Economia
El 2007 la població en edat de treballar era de 210 persones, 150 eren actives i 60 eren inactives. De les 150 persones actives 126 estaven ocupades (70 homes i 56 dones) i 24 estaven aturades (12 homes i 12 dones). De les 60 persones inactives 18 estaven jubilades, 16 estaven estudiant i 26 estaven classificades com a «altres inactius».

### Ingressos
El 2009 a Équancourt hi havia 132 unitats fiscals que integraven 325 persones, la mediana anual d'ingressos fiscals per persona era de 13.720 €.

### Activitats econòmiques
Dels 15 establiments que hi havia el 2007, 5 eren d'empreses de construcció, 3 d'empreses de comerç i reparació d'automòbils, 3 d'empreses de transport, 2 d'empreses d'hostatgeria i restauració i 2 d'entitats de l'administració pública.
Dels 3 establiments de servei als particulars que hi havia el 2009, 2 eren paletes i 1 electricista.
L'únic establiment comercial que hi havia el 2009 era una botiga de menys de 120 m².
L'any 2000 a Équancourt hi havia 8 explotacions agrícoles.

## Poblacions més properes
El següent diagrama mostra les poblacions més properes.